# Marc Faber
Pour les articles homonymes, voir Faber.
Marc Faber (surnommé « Dr. Doom » : « docteur Catastrophe » en anglais), né à Zurich le 28 février 1946, est un analyste en investissements et entrepreneur suisse, créateur du cabinet de conseil et gestion Marc Faber Limited.

## Biographie
Faber suit sa scolarité à Genève. Il étudie l'économie à l'Université de Zurich et, à l'âge de 24 ans, obtient un doctorat d'économie, magna cum laude. Il réside actuellement en Thaïlande et est surtout connu pour sa lettre d'information, Gloom Boom Doom, et son site orné de reproductions de la série de toiles intitulée Dance of Death (« Danse de la Mort ») du peintre Kaspar Meglinger.
Durant les années 1970, Faber travaille pour White Weld & Company Limited à New York, Zurich et Hong Kong. Il s'expatrie à Hong Kong en 1973 et occupe le poste de directeur du management chez Drexel Burnham Lambert Ltd Hong Kong, du début 1978 à la faillite de l'entreprise, en 1990. Cette même année, il crée sa propre entreprise, Marc Faber Limited. Sa résidence et ses bureaux principaux sont désormais en Thaïlande, mais il entretient toujours une succursale à Hong Kong.
En février 2010, Faber a prédit que l'économie américaine vivra de durs moments et a suggéré d'acquérir de l'or et des propriétés à la campagne car l'agitation populaire sera élevée, ce qui mènera à des conflits d'envergure sur le territoire américain.
Marc Faber a acquis sa réputation en investissant sur des marchés délaissés ou dévalués. Au fil des années, il est devenu un invité régulier de diverses émissions de télévisions et forums.

## Marc Faber Ltd.
L'entreprise de Faber, Marc Faber Limited, agit en tant que conseil financier focalisé sur des investissements de valeurs à haut bénéfice, majoritairement basés sur la philosophie du contrarian investing, des investissements allant à contre-courant de la tendance. De plus, Faber investit et fait office de gestionnaire de portefeuille pour quelques clients privés fortunés. Il exprime régulièrement son opinion sur le circuit des investissements ; ses points de vue anticonformistes et ses philosophies d'investissement alternatives sont souvent cités dans la presse spécialisée. Il résume actuellement sa vision de l'économie mondiale en ces termes : « achetez une obligation à 100 dollars et encadrez-la, pour expliquer l'inflation à vos enfants en regardant la valeur de l'obligation tendre vers le zéro dans les vingt années suivantes. »
Marc Faber est très critique vis-à-vis de la solidité des investissements dans les bons du Trésor américain et dans la dette souveraine américaine en général. Début 2011, il va même jusqu'à déclarer que la dette en dollars est un « investissement suicidaire ».
Certains financiers estiment que Faber voit juste quant à la tendance, mais se trompe d'échelle temporelle.

## Philanthropie
Marc Faber finance diverses entreprises philanthropiques dédiées à l'éducation des enfants de Thaïlande, grâce aux profits générés par les abonnements à sa lettre d'information.

## Œuvres
- (de) Marc Faber : Zukunftsmarkt Asien. Die Entdeckung der asiatischen Märkte, FinanzBuch Verlag, 2003,  (ISBN 3-89879-046-0)
- (en) Marc Faber, Nury Vittachi : Riding the Millennial Storm: Marc Faber's Path to Profit in the New Financial Markets, John Wiley & Sons (Asia) Pte Ltd, 1999,  (ISBN 0-471-83205-7)
- (en) Marc Faber, Tomorrow’s Gold – Asia’s Age of Discovery, CLSA Books,  (ISBN 962-86067-2-7)

Revue mensuelle
- (en) Marc Faber, The Gloom Boom & Doom Report,  (ISSN 1017-1371)